# Anatoli Sobchak
Anatoli Alexandrovitch Sobchak, em russo: Анатолий Александрович Собчак, (10 de Agosto de 1937, Chita — 19 de Fevereiro de 2000, Kaliningrado) foi um político russo durante a Perestróika e o primeiro prefeito de São Petersburgo democraticamente eleito, entre 1991 e 1996. Sobchak foi um dos autores da Constituição russa. Era casado com a ex-senadora Ludmila Narusova, com quem formava o "casal mais temido da Rússia", e é pai da socialite Ksenia Sobchak, famosa apresentadora de um reality show na televisão russa.
Anatoli Sobchak nasceu em Chita, ao sul da Sibéria, no extremo oriente da Rússia. Era filho de um engenheiro ferroviário e de uma contadora. Passou a infância no Usbequistão, até 1956, quando ingressou na faculdade de Direito da Universidade Estatal de Leningrado, e mudou-se para a cidade, no norte da então União Soviética.
Após concluir seu doutorado, tornou-se docente da mesma universidade onde estudou, e professor de vários políticos da Rússia moderna, incluindo o primeiro-ministro Dmitri Medvedev e o presidente Vladimir Putin, o qual muitos dizem ter sido promovido dentro da hierarquia política russa pelo próprio Sobchak. Logo que entrou na universidade, em 1973, Sochak foi valorizado pelos seus alunos, e com o passar do tempo, tornou-se o professor mais popular da universidade de Direito, por seus mordazes comentários contra o governo. Sem abandonar suas convicções políticas, em 1988, Sobchak tornou-se membro do PCUS, único modo de ter acesso à política do país se não fosse pela clandestinidade.
Nos anos de crise para a União Soviética, enfrentou os golpistas que pretendiam manter a integridade do estado soviético. Aliado a Boris Iéltsin, conseguiu realizar as manobras que levaram à desintegração da União Soviética, independência e democratização da Rússia. Entre 1991 e 1996, foi prefeito de São Petersburgo. Tentou a reeleição, mas foi derrotado. Sua gestão na cidade foi marcada pelos elegantes eventos culturais, artísticos e esportivos que a cidade sediou durante seu mandato. Ao mesmo tempo, a infraestrutura da cidade se deteriorava e a corrupção aumentava, enquanto Sobchak tinha de lidar com a máfia russa, que era praticamente toda organizada em São Petersburgo, conhecida como a capital do crime da Rússia.
Após ter abandonado a prefeitura, em 1996, Sobchak passou a ser investigado por corrupção e envolvimento na privatização ilegal dos apartamentos comunitários de sua família e do estúdio de música estatal do qual sua esposa era diretora. Em 7 de Novembro de 1997, no aniversário de 80 anos da Revolução do Grande Outubro, Sobchak viaja a Paris, na França, e vive em asilo político até 1999, quando Vladimir Putin, seu aliado e conhecido de longa data, derruba as acusações e permite que Sochak volte à Rússia.
Sobchak morreu em 19 de Fevereiro de 2000, enquanto realizava uma viagem em apoio à candidatura de Putin para a presidência. Estava hospedado em um hotel na cidade de Svetlogorsk, em Kaliningrado, quando sofreu um ataque cardíaco. Existem especulações sobre a morte de Sobchak, visto que alguns analistas acreditam na forte hipótese de envenamento. Sobchak foi enterrado no cemitério Tikhvin, próximo ao mosteiro de Nevski.
1. ↑  «A misteriosa morte do homem por quem Putin chorou e cuja filha agora o enfrenta na eleição russa». BBC Brasil (em inglês). 13 de março de 2018